# Municipio de Magdalena Teitipac
El municipio de Magdalena Teitipac es un municipio del Estado de Oaxaca en México. Los pobladores traducen el nombre como Lugar sobre las piedras, proveniente del náhuatl Teitipac que significa Encima de las piedras y se compone de Tetl: Piedra; Iti: Ligadura eufónica y de Ipac: Encima. Fundado en 1335 aunque sus títulos de propiedad fueron expedidos hasta 1637.

## Ubicación
Se localiza en la región central del estado, perteneciente al distrito de Tlalcolula. Al norte tiene el municipio de Santa Cruz Papalutla y municipio de Tlacolula de Matamoros; al sur tiene el municipio de Santo Tomás Jalieza, distrito de Ocotlán y San Bartolomé Quialana.

## Características
Gran parte de este municipio se conforma por un suelo que no maneja uniformidad en su estructura, color y/o consistencia debido al proceso de oxidación que tiene y por las características que tiene es ideal para la agricultura siempre y cuando se mantenga adecuadamente fertilizado.
En cuanto a la Gastronomía de este municipio, se destaca principalmente en sus festividades ya que se acostumbra la preparación del mole negro, los tamales y los hígados con huevo para el desayuno. Sus bebidas tradicionales son el chocolate y el atole.